# Nitrosobenzol
Nitrosobenzol ist die einfachste aromatische Nitrosoverbindung. Sie enthält die Nitroso-Gruppe –N=O, die mit einer Phenylgruppe (Benzolrest) verbunden ist.
Nitrosobenzol bildet stechend riechende, farblose Kristalle, in denen es als mesomeriestabilisiertes Dimer mit der Summenformel (C6H5NO)2 vorliegt. Das grüne Monomer entsteht beim Lösen, Schmelzen und Verdampfen des Dimers.

## Geschichte
Nitrosobenzol wurde zum ersten Mal von A. von Baeyer synthetisiert, indem er Diphenylquecksilber mit Nitrosylbromid umsetzte:
{\displaystyle \mathrm {(C_{6}H_{5})_{2}Hg+BrNO\longrightarrow C_{6}H_{5}NO+C_{6}H_{5}HgBr} }
Es wurde auch von H. Caro durch Oxidation von Anilin mit Peroxomonoschwefelsäure („Caro’sche Säure“) dargestellt.

## Herstellung
Nitrosobenzol lässt sich am besten durch Oxidation von N-Phenylhydroxylamin mit Kaliumdichromat und Schwefelsäure herstellen:
{\displaystyle \mathrm {C_{6}H_{5}NHOH\longrightarrow C_{6}H_{5}NO+H_{2}O} }

## Eigenschaften
Die mittels DSC bestimmte Zersetzungswärme beträgt −88 kJ·mol−1 bzw. −823 kJ·kg−1.